# Franz Reitz
Pour les articles homonymes, voir Reitz.
 (mai 2019).
Franz Reitz (né le 28 janvier 1929 à Wiesbaden et mort le 10 juin 2011 à Wiesbaden) est un coureur cycliste allemand. Professionnel de 1954 à 1962, il a été champion d'Allemagne sur route en 1957, et, sur piste, champion d'Allemagne de poursuite en 1954.

## Palmarès

### Palmarès amateur
- 1948
  - 3e du championnat d'Allemagne du contre-la-montre par équipes amateurs
- 1952
  - 7e étape du Tour d'Autriche
  - 3e du Tour d'Autriche
- 1953
  - 4e étape du Tour d'Autriche
  - Tour de Yougoslavie

### Palmarès professionnel
- 1954
  -  Champion d'Allemagne de poursuite
- 1955
  - 2e étape du Tour d'Allemagne
  - 2e du Tour d'Allemagne
- 1957
  -  Champion d'Allemagne sur route
  - GP Rei
  - 2e du Grand Prix de la Famenne
- 1958
  - 3e du championnat d'Allemagne sur route
  - 3e du Tour des Quatre Cantons
- 1959
  - 2e du championnat d'Allemagne sur route
  - 3e du GP Rei

## Résultats sur les grands tours

### Tour de France
3 participations
- 1958 : 36e
- 1959 : 49e
- 1960 : abandon (18e étape)

### Tour d'Italie
2 participations
- 1954 : abandon
- 1960 : hors délais (4e étape)

### Tour d'Espagne
1 participation
- 1955 : abandon